# Phaeoscincus taomensis
Espèce
Phaeoscincus taomensis est une espèce de sauriens de la famille des Scincidae.

## Répartition
Cette espèce est endémique de Nouvelle-Calédonie.

## Étymologie
Son nom d'espèce, composé de taom et du suffixe latin -ensis, « qui vit dans, qui habite », lui a été donné en référence au lieu de sa découverte, le mont Taom.

## Publication originale
- Sadlier, Bauer, Smith, Shea & Whitaker, 2014 : High elevation endemism on New Caledonia's ultramafic peaks - a new genus and two new species of scincid lizard. Memoires du Museum National d'Histoire Naturelle, vol. 206, p. 115-125.